# 玉連型揚陸艇
玉連型揚陸艇（ユーリェンがたようりくてい、英: Yuling class utility landing craft）は、中国人民解放軍海軍の汎用揚陸艇（LCU）の艦級に対して付与されたNATOコードネーム。中国人民解放軍海軍での名称は079型揚陸艇（079型登陆艇）。

## 概要
設計は上海にある第708研究所で行われた。船首を海岸に擱座して兵員・車両を揚陸することを前提に設計されており、このため船首には跳ね橋状の歩板（バウ・ランプ）を備えるという、標準的な汎用揚陸艇（LCU）型とされている。中型・大型揚陸艦では、その外側に観音開きの門扉（バウ・ドア）を備えているのに対し、本型ではバウ・ランプのみとされているため、四角くフラットな形状であり、造波抵抗は大きなものとなっている。
バウ・ドアの後方に連続して車両甲板が設置されている。搭載量は最大200トンとされており、主力戦車であれば最大5輌程度、または牽引式の野砲もしくは対戦車砲4門及び牽引用トラック4輌と推定されている。
航続距離は約1,000海里で、15日間程度の行動日数を持つと推定されている。
レーダーは、Xバンドの航海レーダーのみ搭載しているものと推定されている。武装は、発射速度が毎分800から1,000発で有効射程2,700mの61式連装25mm対空機関砲（ソ連製2-M-3機関砲のライセンス生産品）を4基搭載するモデルと、一部の艦では連装機関砲4基中2基を81H式多連装ロケット砲2基と交換したモデルが存在する。この内の機関砲については、第二次世界大戦が終了して間もない40年代後半に設計された、遠隔操作のできない旧式機関砲である。
建造は1970年代中頃から開始され、広州黄埔造船廠、廈門造船廠で行われた。すでに建造は終了し、2011年末現在32隻が現役であると推定されている。4隻が北海艦隊に、残りは南海艦隊に配属しているものと推定されている。南海艦隊に於いては、本土の基地から係争中の南シナ海の中国占領の島々への人員や物資の輸送に運用されている。後継艦は、玉海型である。